# Lop
El Lop, també conegut com a Lopnor o Lopnur és una llengua parlada a Lop, Xinjiang, Xina. La llengua és parlada per aproximadament 25.000 persones.

## Classificació
El lop pertany a la branca Karluk, dins de les llengües turqueses, juntament amb l'Uyghur i l'Uzbek. El seu estat com a llengua diferenciada de l'Uyghur és discutit. Tot i que té algunes característiques que el diferencien de l'Uyghur estàndard, és considerat per alguns lingüistes com un dels seus dialectes.